# Diario Español
Diario Español fue el único medio escrito publicado en la provincia de Tarragona durante la dictadura franquista (1939-1975). A punto de acabar la guerra civil española, el diario tarraconense salió el 17 de enero de 1939 como órgano único y con el impulso del nuevo Estado franquista. Luis Climent, veterano falangista, se puso al frente de la cabecera que protagonizaría la vida local durante toda la dictadura. En 1984 las nuevas autoridades socialistas pusieron en marcha un plan de desmembración del aparato falangista. El Diario Español pasó entonces a denominarse Diari de Tarragona.

## Historia
La derrota republicana de 1939 conllevó la desaparición de los periódicos y diarios de Tarragona y su provincia. A los pocos días de enero de 1939 apareció una nueva cabecera, el Diario Español, único medio tolerado, por lo que la rica tradición periodística de los pueblos del Campo de Tarragona y de las Tierras del Ebro cayó en el olvido. El Diario Español perteneció a la estatal Cadena de Prensa del Movimiento. El primer ejemplar aparece el 17 de enero de 1939, dos días después de que las tropas sublevadas entraran en la ciudad de Tarragona. El periodista del Servicio Nacional de Prensa, Luis Climent, fue el encargado de ponerlo en marcha, bajo la atenta mirada del ministro de Gobernación Ramón Serrano Suñer, quien le propuso el nombre de Diario Español, en sustitución del antiguo nombre de Diario de Tarragona.
En efecto, el 15 de enero de 1939 las tropas franquistas entran victoriosas en Tarragona, y con ellas, un delegado de Prensa y Propaganda: Lluís Climent Cicujano, quien trabajó durante dos días intensamente con el presupuesto de 1.000 pesetas para que el día 17 apareciese la primera publicación de Diario Español en dos páginas con el retrato de Franco por portada y titulada: "¡Tarragona por España!" Además anunciaba en un comunicado que Tarragona, Reus y otros 28 pueblos habían sido "liberados".
El primer ejemplar fue editado en los talleres de Francesc Sugrañés, aunque el objetivo de Climent era que fuera en los talleres Suc. de Torres i Virgili , a cuyos dueños intentó expropiar mediante una denuncia por "separatistas y rojos". El Tribunal de Responsabilidades Políticas reconoció la falsedad de la denuncia por falta de pruebas y el diario se editó en los talleres de la calle de Sant Francesc donde fue movilizado el personal (3 cajistas y 2 linotipistas). Cuando la retención de los talleres de Suc. de Torres i Virgili fue levantada, su personal pasó a trabajar en la confección de Diario Español .

## Trayectoria
Diario Español es la clara referencia de la historia de Tarragona durante la etapa de la dictadura franquista . Sin embargo, e ideológicamente hablando, Diario Español no destaca por ser un medio evolutivo, más bien camaleónico de acuerdo con el contexto del momento. Tuvo que seguir siempre un criterio impuesto por las esferas gubernamentales del momento, así como sus directores eran periodistas adeptos al régimen. 
En sus inicios empezó a trompicones debido a las condiciones de la guerra. Las primeras ediciones del diario tuvieron un tirón de unos 1.000 ejemplares sin publicidad porque el comercio tenía otras prioridades.
En sus inicios se dedicó a explicar mediante las crónicas los logros de la guerra contra el gobierno de la República y terminado el período bélico, se utilizó como medio propagandista para consolidar el régimen franquista. El medio, muy provinciano, se dedicó a difundir noticias y anunciar eventos tanto políticos como religiosos: la formación de una nueva diputación y un nuevo ayuntamiento de Tarragona, festividades de Semana Santa, el cambio de moneda, consejos de guerra, el precio de los víveres, cambios de nombres de calles, etc. 
A finales de1941 Climent abandonó Diario Español porque le dieron el cargo de director al diario zaragozano Amanecer . Lo sustituyó el periodista Josep Cusidó i Piñol, que en sus inicios entró en el diario dependiendo del Servicio Nacional de Prensa.
Cusidó buscó nuevos locales para montar talleres y oficinas propios, y los encontró en la calle Arquitecto Rovira-Martí Ardenya. Las obras del local finalizaron en enero de 1945 y se montó una rotoplana con tirada de 6.000 ejemplares por hora, en 16 páginas, tres linotipos y dos teletipos, que sustituyeron al aparato "Hell" que ya había quedado obsoleto. El 29 de enero de 1945 fue el último día en que el diario se confeccionó en los talleres de Suc. de Torres i Virgili. En 1953 se amplió el edificio con otro piso en el que se instalaron la redacción, dirección, sala de teletipos, archivo y sala de visitas.
En agosto de 1949 murió el director Cusidó, que se le recordará porque bajo su dirección se pudo rescatar el Foro Romano, en peligro de desaparecer, salvar la Plaza de Toros y celebrar el regreso de la muñeca de la necrópolis y los exvotos de San Magín. El mismo año, Félix Morales Pérez sustituye al anterior director, aunque duró poco, ya que en 1953 toma el mando del diario Domingo Medrano, que estuvo como director 20 años.
Mientras Medrano estuvo de director, Diario Español volvió a cambiar de ubicación, esta vez en la calle Doménec i Guansé. Era una época en la que la plantilla ya contaba con unos 60 trabajadores con corresponsales en Reus, Tortosa, Valls, Gandesa, Montblanch, Vilaseca y Cambrils .
En 1972, Valentí Domínguez tomó el relevo de Medrano durante unos pocos meses y en junio de 1973 fue nombrado director Francisco Gutiérrez Latorre. En abril de 1975 Pio Gómez Nisa pasó a ser director, aunque por problemas de salud lo sustituyó David Castillo Biesa.
Con la muerte de Franco, Diario Español quiere demostrar que la publicación no es más que un punto de enlace o reanudación entre el Estado fascista y la instauración de un nuevo régimen político que aún no se acababa de definir. En la etapa de la transición, abrió sus columnas para exponer todo tipo de criterios e idearios siempre que fuesen firmadas por un partido político o persona solvente.

És ara el portaveu de tots i de tothom, sense diferenciació de cap mena ni de cap partidisme, sense que ningú li pugui barrar el pas, i si algú l'hi vol barrar, saber-lo esquivar amb destresa i amb raó.
Josep P. Virgili i SanromàTarragona i la seva premsa (1900-1980)

El 28 de noviembre de 1980 ocupó el cargo de director José María Marcelo Serrano hasta el día de su muerte el 31 de octubre de 1981, que le sustituyó interinamente David del Castillo. El último director fue Julio Riquelme que ejerció como tal desde el 9 de abril de 1983 hasta el 15 de mayo de 1984 cuando PROMICSA compró Diario Español .

## Aspectos técnicos
La cabecera de Diario Español sufrió diferentes cambios a lo largo de su tiempo de vida (1939-1984). En sus inicios fue Diario Español de la Falange Española Tradicionalista y de las JONS . Llevaba como subtítulo: "Por Dios por España y por Franco". A finales del año 1961 cambió a Diario Español del Movimiento en Tarragona . A mediados de abril del año 1966 se consolidó solo como Diario Español y a partir de enero de 1981, Diario Español de Tarragona . El adjetivo "Español" en este último período queda en segundo término como si fuera un modesto complemento, y la preferencia es por el nombre de "Tarragona", destacado y añadido después de "Diario".
Las medidas del primer número eran de: 500 x 350 mm. A partir del segundo fue de 400 x 280 mm. El último fue de 410 x 290 mm.

## Precios
- El 17 de enero de 1939: 15 céntimos de peseta.
- En 1942: 25 céntimos.
- En 1946: 30 céntimos.
- En 1950: 40 céntimos.
- En 1951: 70 céntimos.
- En 1954: 80 céntimos.
- En 1955: 1 peseta.
- En 1963: 2 pesetas.
- En 1968: 3 pesetas.
- En 1970: 4 pesetas.
- En 1971: 6 pesetas.
- En 1974: 7 pesetas.
- En 1976: 10 pesetas.
- En 1977: 12 pesetas.
- En 1978: 15 pesetas.
- En 1979: 20 pesetas.
- En 1981: 25 pesetas.

## Secciones fijas
- Sección reusense: Cotizaciones de mercados, teléfonos de urgencia, farmacias de turno, centros oficiales, etc.
- Sección de espectáculos de Tarragona, Reus, Salou, Torredembarra, Móra d'Ebre, Roda de Berà...
- Cotizaciones de Bolsa.
- La lista de números premiados por la lotería en facsímil.
- Sección de anuncios por palabras y propaganda en general.

## Personal

### Directores
- Lluís Climent y Cicujano (1939-1941)
- Josep Cusidó Piñol (1941-1949)
- Félix Morales Pérez (1949-1951)
- Domingo Medrano (1951-1972)
- Valentí Domínguez Isla (1972-1973)
- Francisco Gutiérrez Latorre (1973-1975)
- Pio Gómez Niza (1975-1980)
- Jose M. Marcelo Serrano (1980-1981)
- David del Castillo (1981-1983)
- Julio Riquelme (1983-1984)

### Redactores y colaboradores
- José García Cambra
- Jaume Climent
- Josep Cusidó i Piñol
- Julieta Mitjavila
- Alonso Villalobos
- Rafael Codornié
- David Castillo Biesa
- José Gómez Camba
- Mariano Montoro
- Francisco Cabanas Zárate
- Pío Gómez Niza
- J.M. Marcelo Serrano
- Ramon Vergara i Alomà
- Genaro Mineto
- Llucieta Canyà
- Jesús Alsina
- Rafael Pérez
- Lluís Mezquida i Gené
- Carmelo Martínez
- Daniel de la Fuente Torron
- Fra Francesc Iglésies
- Joan Salvat i Bové
- José Sànchez Real
- Dr. José Adserà i Martorell
- Antoni Alsà (Máximo Burxa)
- Alfons Romeu
- M. Piquer Pellicer (Gerundio)
- P. Vallvè Morera
- Joan Serra i Vilaró
- Tomás d'Avila
- Salvà i Balcells
- Joaquim Avellà i Vives
- Modest Dalmau
- Feliciano Conde Conde
- Jesús Domínguez Bordona (Magín Evangelista)
- Carmelo Martínez Peñalver
- Josep M. Moragas i Soler
- Jordi Morant i Clanxet
- Leoncio Moreno (Gonzalo de Aragón)
- Josefina Domingo de Balaña
- Balart i Màrio
- Miquel Aleu
- Quintana i Argelès
- Salvador Ramon
- García Segarra
- Antoni Panadès
- Abian de Cuyà
- Florenci Giralt
- Joan de Cardona
- Guirao Homedes
- Enric Baixeras Sastre
- Balsach i Torrell
- Pere Batlle i Huguet
- Munté i Vila
- Nogués i Ferré
- Salvador Sedó
- Buqueras i Bach
- Dolors Cabré
- Roca i Guinovart
- Lluís Joanpere
- Bergues i Soriano
- Josep Maria Casas i Homs
- Torres i Brull
- Ferran de Castellarnau
- Antoni Delclòs
- Lluís Icart i Leonila
- Joaquim Icart i Leonila
- Xavier Icart
- Enric Pujol i Cayuelas
- Costa i Sarsanedas
- Xavier Ricomà
- Lluís Bonet i Punsoda
- Andreu de Palma
- Joan Casanova
- Francesc Tarrats
- Ramona Rosanes
- Marcel·lí Robert
- M. Martí
- Maria R. Padró
- José Roca i García
- Isidre Virgili
- Josep Manuel Llorens
- Enric Pujol
- Pere Vidal
- Carmela Díaz
- Olga Xirinacs
- Josep Pont i Gol
- Eduardo Baixauli i Morales (Baimon)
- Manuel de Montoliu
- Joaquim Avellà
- Anselm Allué
- Josep M. Melendres (Joan de Cardona)
- Pedro Rico
- Adolf Schulten
- Josep Ixart
- Manuel de Montoliu
- Félix Llovell i Fortuny
- Juan Potau Compte
- Pedro Ortega de la Torredembarra
- Vicente Amiguet
- Maria Dolores Loren
- Alberto Delgado

### Corresponsales
Reus
- Josep Banús i Sans
- José M. García Langelaan
- Joan Piñeiro
- Josep Maria Gort Sardà
- Josefina Ferrater
- Carlos Tricaz
- Francesc Sabater
- Salvador Sedó
- Ramon Botet
- Francisco Sanjuan
- Francesc Martí Queixalós (Gertrudis)
- Antoni Zaragoza Mercadé (Anzame)
- Reig Borràs

Tortosa
- Josep Monllaó y Panisello (Llaonet)
- Tomás Forteza y Segura (El Hermano Lobo)
- Barlet
- Masip Fonollosa
- Arnal
- Gamundi
- Padre Romaña
- Cyd
- Blanch
- Daza
- Carmelo Biarnés
- Beguer
- Josep Angel Odena

Valles
- Fábregas
- Cisteré
- Ciriaco
- Fontova
- París
- A. Galimany Sole

Montblanc
- Casanovas
- Lluís Ferré Carreras

Vendrell
- Pere Anoy Anillo

Cambrils
- Josep Salceda Castells

L'Espluga de Francolí
- Joan Farré Gual
- Anton Guasch y Vernet

Torredembarra
- Josep M. Punsoda

La Mora
- J. Ardevol

El Catllar
- Joan Boronat

Alcover
- Diego Bertran

El Perelló
- A. Bover

Morell
- Joan Basora

Salou - Vilaseca
- Elias Pujol

Flix y Ribarroja de Ebro
- Alfons Rofes Mestres

García
- Joan Hernández

Marçà
- Baltasar Vendrell

La Canonja
- Francesc Roig

Riudoms
- A Micola

Priorat
- Jaume Sabaté

### Otros
Confeccionistas
- Laureano Simón

Administradores :
- Robert Andreu
- Wenceslao Andreu

## Localización
El archivo de la publicación se puede consultar físicamente en la Biblioteca Hemeroteca Municipal de Tarragona . 